# اوپو ان۳
اوپو ان۳ توسط شرکت سازندهٔ تلفن‌های هوشمند چینی، اوپو، در ۲۹ اکتبر ۲۰۱۴ معرفی شد.

## طراحی
این تلفن هوشمند ۱۹۲ گرمی (که وزن نسبتاً بالایی دارد) دارای ۸٫۷ میلی‌متر ضخامت است و ابعاد آن به‌صورت زیر است:
- ۱۶۱٫۲ در ۷۷ در ۸٫۷ میلی‌متر
- ۶٫۳۵ در ۳٫۰۳ در ۰٫۳۴ اینچ

سیستم‌عامل این تلفن هوشمند (فبلت) نسخهٔ ۴٫۴ اندروید است.

## صفحه نمایش
صفحه نمایش ۵٫۵ اینچی این تلفن هوشمند، ۶۷٫۱۸ درصد از پنل جلویی آن را تشکیل می‌دهد. این صفحه نمایش دارای وضوح تصویر ۱۰۸۰ در ۱۹۲۰ پیکسل است و تراکم پیکسلی آن هم ۴۰۱ پیکسل در اینچ و تکنولوژی آن نیز TFT است و از ۱۶٫۷ میلیون رنگ پشتیبانی می‌کند. دو سنسور این صفحه نمایش، سنسورهای روشنایی و مجاورت هستند و محافظ این صفحه نمایش، گوریلا گلس ۳ است که مقاوم در برابر خط و خش است.

## دوربین
دوربین ۱۶ مگاپیکسلی این تلفن هوشمند را هم در جلو و هم پشت می‌توان استفاده کرد. به عبارت بهتر، دوربین این تلفن هوشمند قابلیت چرخش دارد و می‌توانید وقتی می‌خواهید سلفی بگیرید، آن را رو به پشت بچرخانید و رو به جلو بیاورید. از قابلیت‌های این دوربین می‌توان به فوکوس خودکار، تشخیص چهره، تصویربرداری اچ‌دی‌آر و پانوراما و … اشاره کرد. این دوربین در کنار خود یک فلاش ال‌ای‌دی دارد و خود نیز گشودگی دیافراگم F: ۲٫۲ دارد.
این دستگاه قابلیت فیلم‌برداری تا کیفیت ۳۸۴۰ در ۲۱۶۰ (۴کی) و ۳۰ فریم بر ثانیه را دارد.
مشخصات کامل کیفیت‌های فیلم‌برداری این گوشی، به این شرح است:
- ۳۸۴۰ در ۲۱۶۰ (۴کی) 30fps
- ۱۹۲۰ در ۱۰۸۰ (۱۰۸۰پی اچ‌دی) 60fps
- ۱۲۸۰ در ۷۲۰ (۷۲۰پی اچ‌دی) 120fps

## سخت‌افزار
چیپست این تلفن هوشمند، کوالکام اسنپ‌دراگون ۸۰۱ است که بیشتر پرچمداران سال ۲۰۱۴، برندهای معروف دارای آن هستند. تلفن‌های هوشمندی نظیر سونی اکسپریا زد۳ و زد۳ کامپکت که از پرچمداران سونی بودند نیز از این چیپست بهره می‌برند. این چیپست پردازنده‌ای ۴ هسته‌ای با سرعت ۲٫۳ گیگاهرتز دارد و دارای Krait 400 است. پردازندهٔ گرافیکی این دستگاه هم، آدرنو ۳۳۰ است که در اکسپریا زد۳، زد۳ کامپکت و زد۳ تبلت کامپکت هم وجود دارد. این دستگاه از ۲ گیگابایت رم بهره می‌برد و از میکرو اس‌دی هم پشتیبانی می‌کند.

## باتری
باتری ۳۰۰۰ میلی‌آمپر ساعتی این تلفن هوشمند متوسط ارزیابی می‌شود.